# Sev Berd
 Sev Berd  o Fortaleza Negra  (en armenio: Լոռե բերդ), es una fortaleza del antiguo ejército Imperial Ruso abandonada en Guiumri provincia de Shirak de Armenia. Se encuentra a unos 8 kilómetros de la frontera turca y fue construida como consecuencia de la guerra ruso-turca de 1828-1829. Es un monumento nacional del patrimonio cultura en Armenia.

## Historia
La población de Guiumri, que se encuentra en la frontera con Turquía , se convirtió en parte del Imperio ruso después del Tratado de Gulistán, la ciudad fue renombrada Alexandropol en 1837 después de la visita del zar Nicolás I de Rusia, en honor de su esposa, la emperatriz  Alexandra Feodorovna.
Fue construida en la cima de una colina y la fortificación completa quedó terminada una década después de la colocación de la primera piedra en 1834. Consta de una estructura circular de 360 grados en piedra negra, de la que recibe su nombre. Después de la derrota de Rusia en la guerra de Crimea, Sev Berd se actualizó y se designó como una fortaleza de “primera clase”. Nunca sufrió un asedio, pero era de gran importancia estratégica en las victorias sobre los turcos en las guerras posteriores hasta 1878.  Diez años después, fue rebajada a la condición de “segunda clase” después de la última guerra ruso turca de 1877-1878  que Rusia consiguió el óblast de Kars y el de Batumi.
La fortaleza fue comprada en el año 2012 por la familia Balasanyan. Su propietario Misak Balasanyan pretende convertir Sev Berd en una atracción turística.
Excavaciones arqueológicas se están llevando a cabo en el lugar.

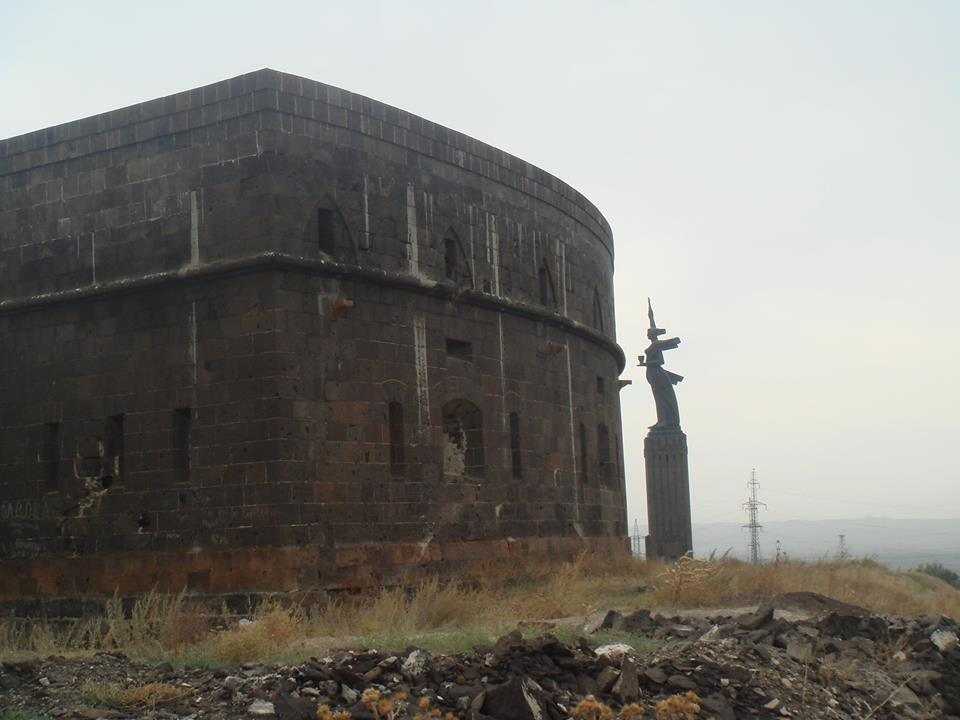
Fortaleza negra.
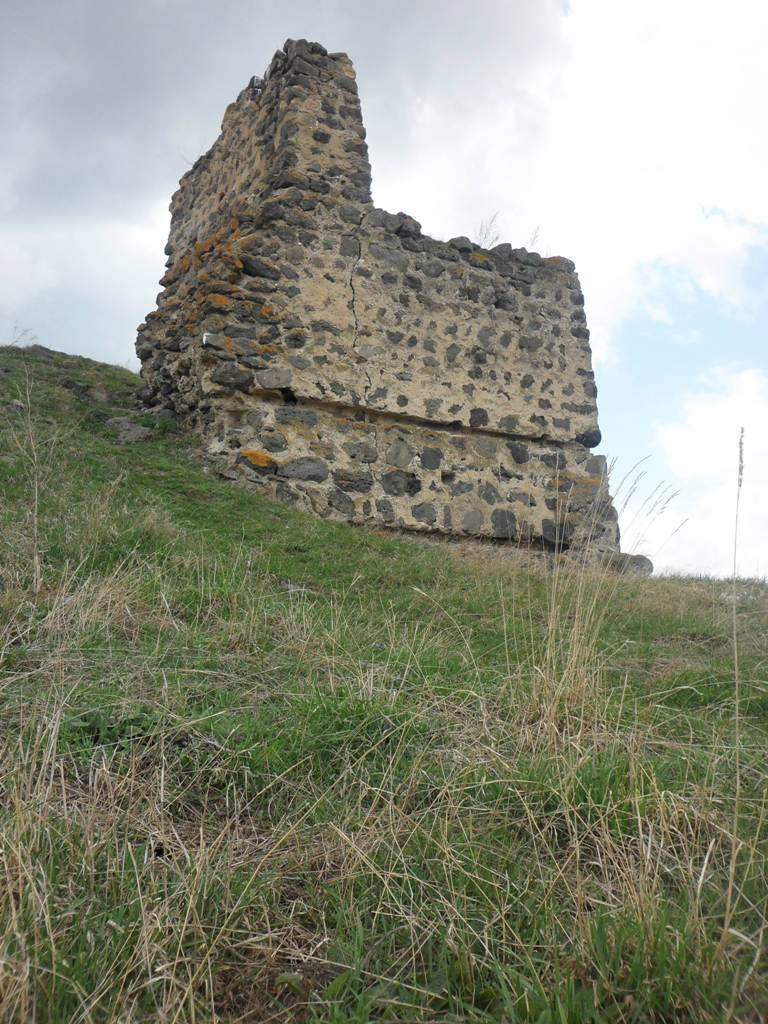
Vista de la fortaleza.
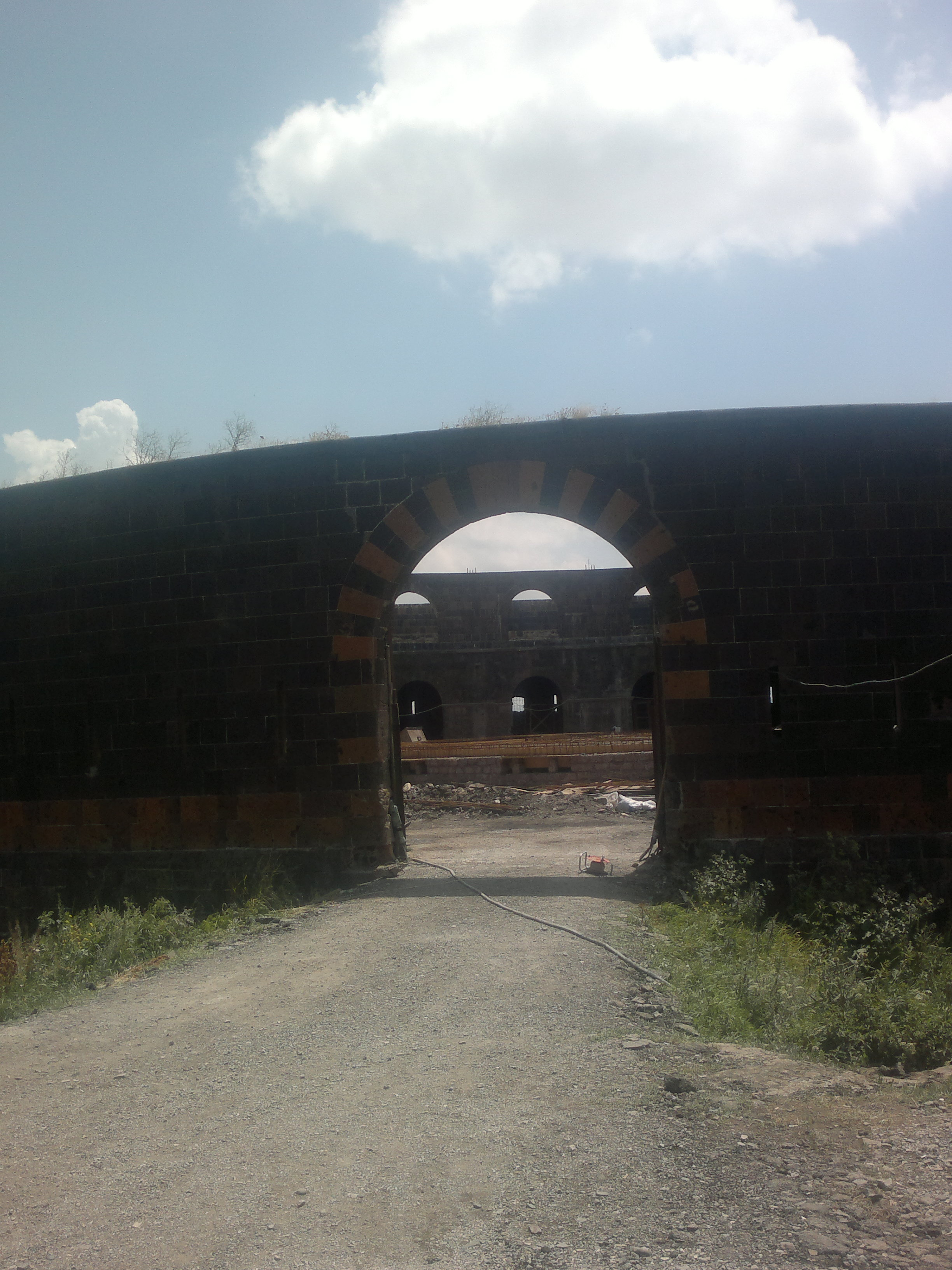
Arco de entrada
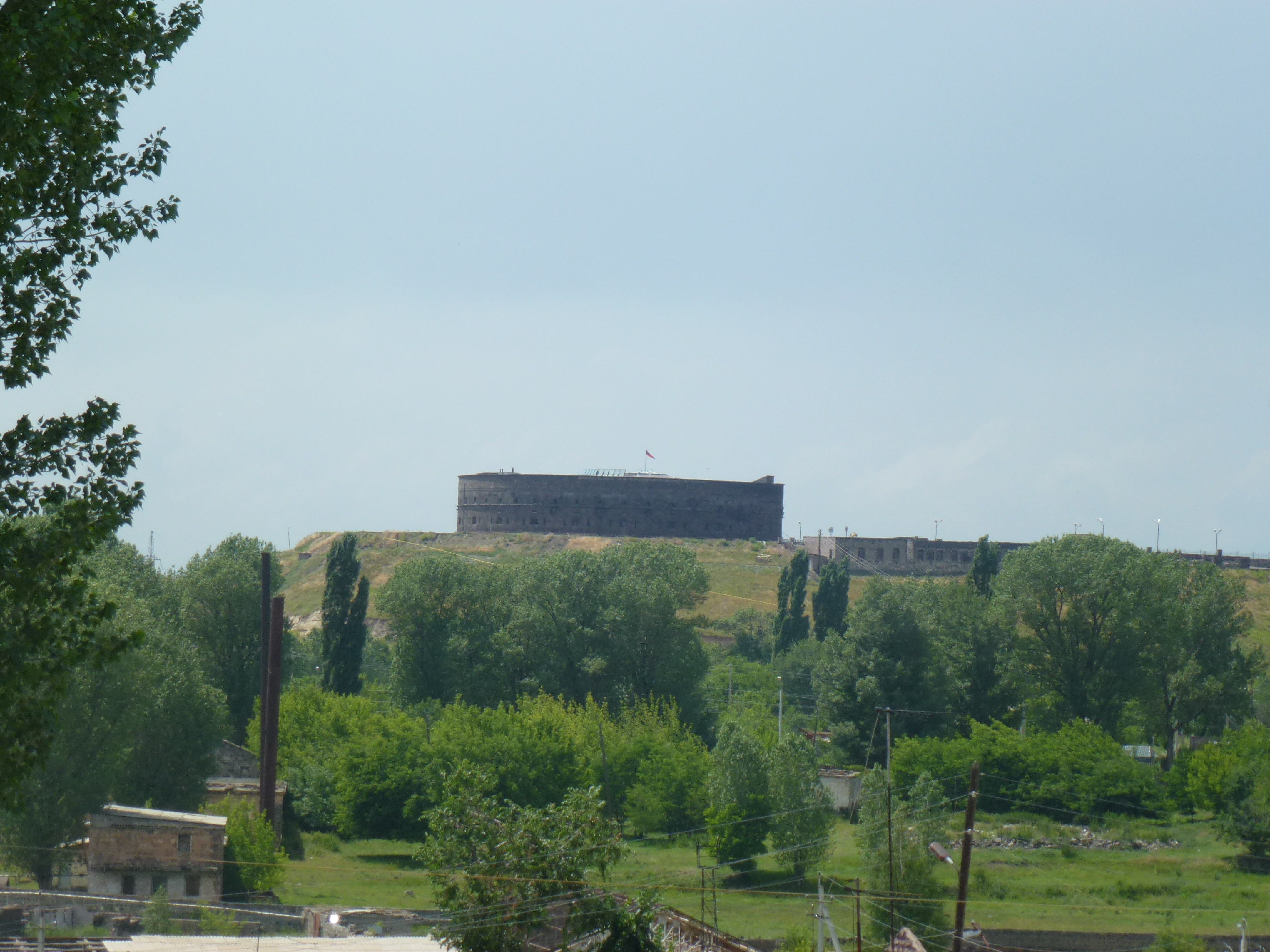
Vista de la fortaleza en 2015.
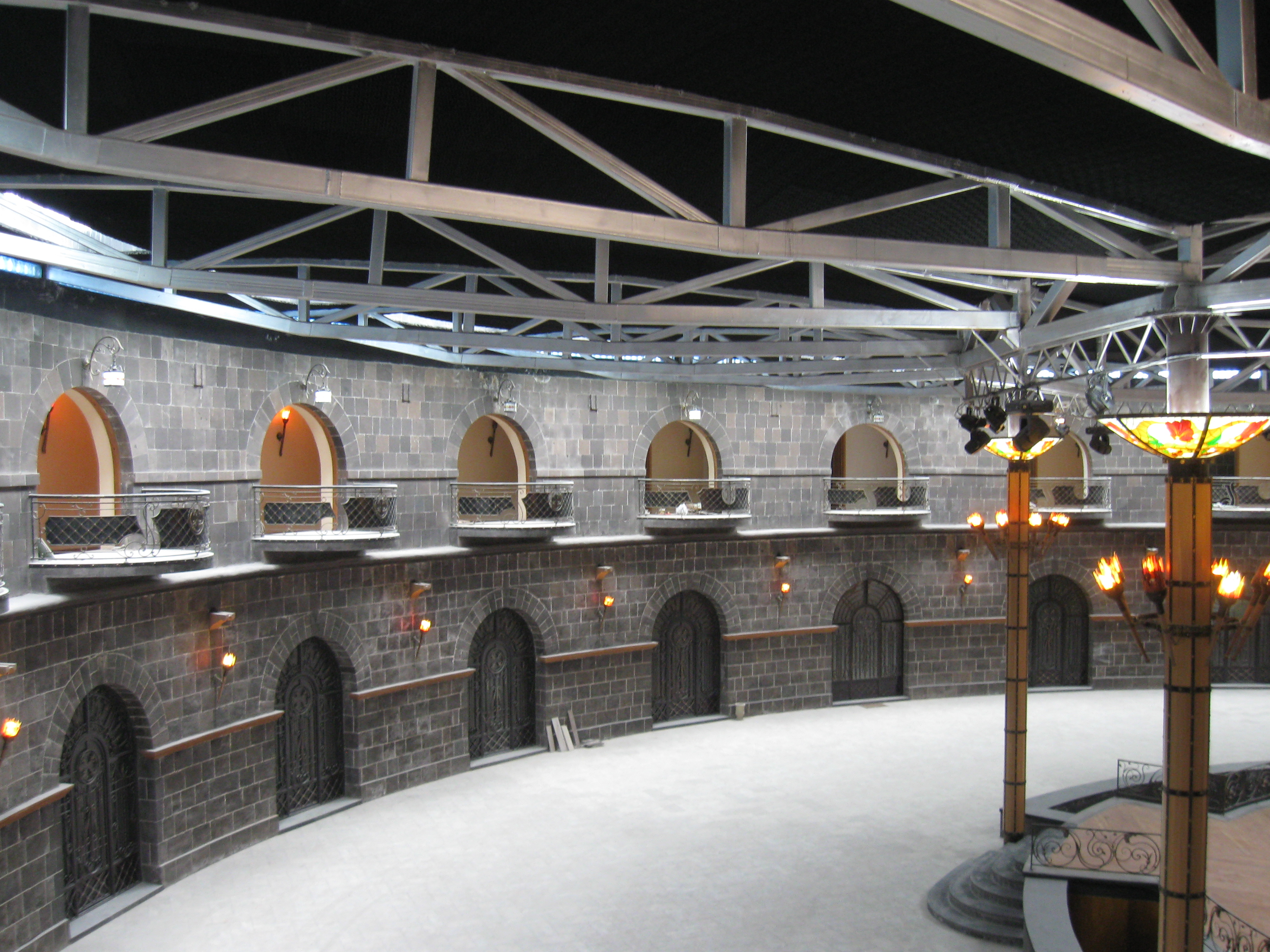
Interior de la fortaleza.
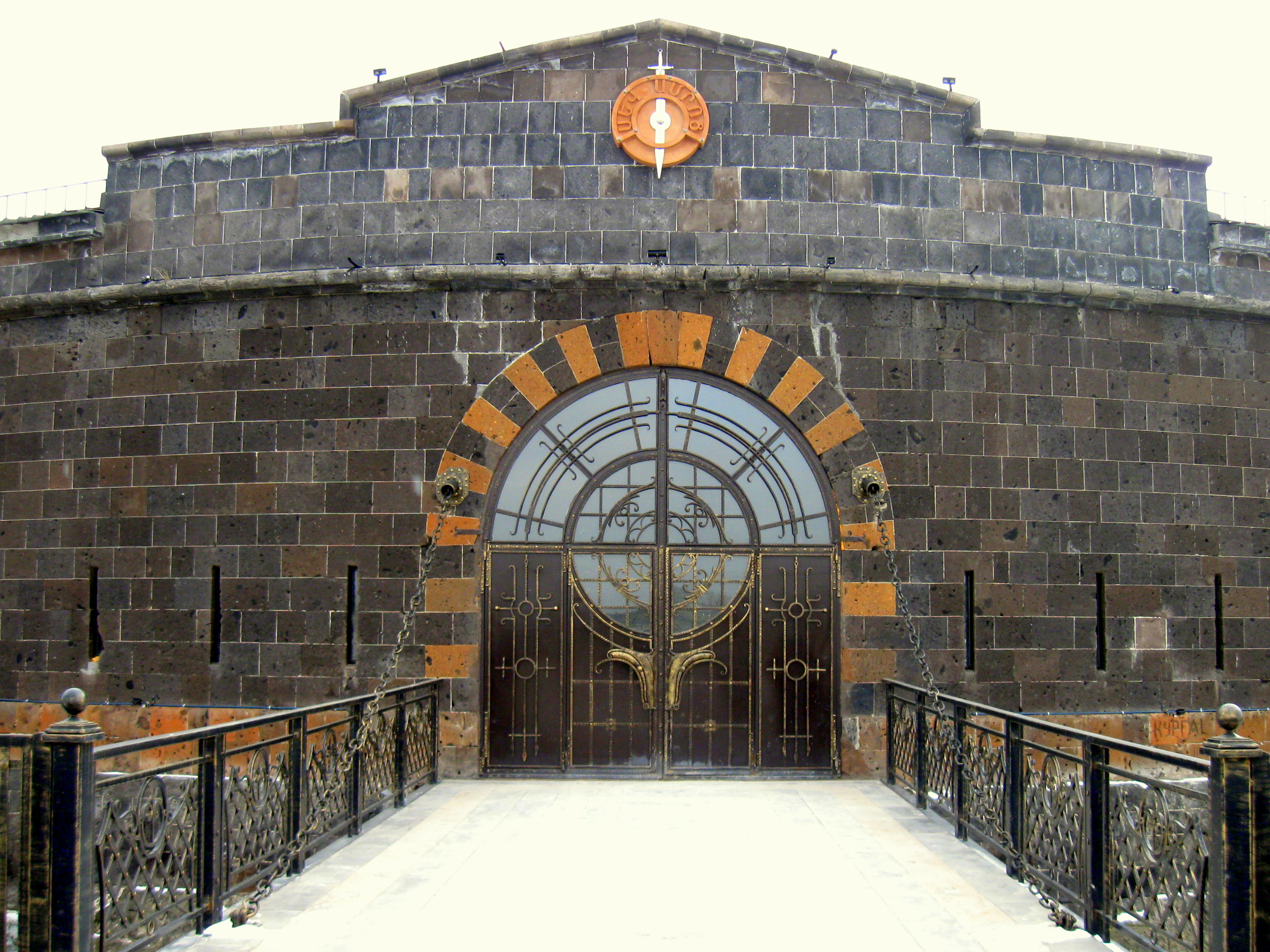
Entrada